# Dem Täter auf der Spur
Dem Täter auf der Spur è una serie televisiva (e programma televisivo) tedesca, prodotta dal 1967 al 1973 da Studio Hamburg International Production (SHIP) ed ispirata alla serie francese, ideata da Claude Loursais, Les 5 dernières minutes . Protagonisti della serie sono Günther Neutze, Karl Lieffen, Günther Stoll e Horst Hesslein, mentre la regia era affidata a Jürgen Roland , conduttore anche del programma all'interno del quale veniva trasmessa la serie.
La serie consta di 18 episodi, della durata di 60-90 minuti ciascuno .
La serie/programma televisivo andò in onda sull'emittente ARD. Il primo episodio, intitolato Am Rande der Manege, andò in onda in prima visione il 15 giugno 1967; l'ultimo, intitolato Stellwerk 3, fu trasmesso in prima visione il 4 agosto 1973.

## Descrizione
Gli episodi della serie sono ambientati a Parigi: protagonista è il Commissario Bernard, affiancato dall'Ispettore Mireux e poi dall'Ispetore Janot.
Gli episodi venivano trasmessi all'interno di un programma condotto dal regista della serie Jürgen Roland, che invitava il pubblico e gli ospiti vip presenti in studio ad indovinare il colpevole.